# Gräberfeld von Lekaryd

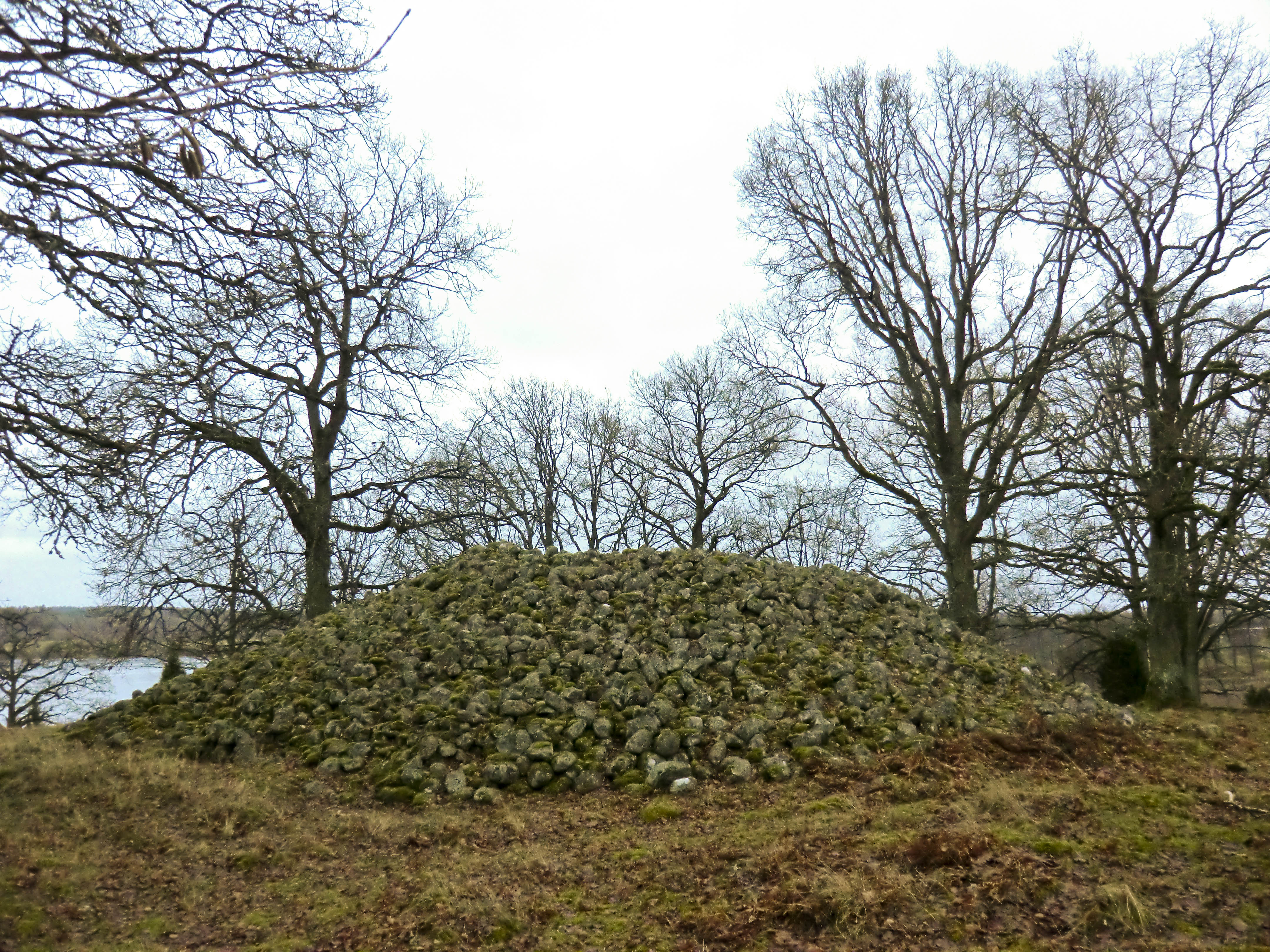
Kongshögen

Das 130 × 35–95 m messende Gräberfeld von Lekaryd (RAÄ-Nr. Lekaryd 63:1) liegt am See Dansjön nördlich von Lekaryd in der Gemeinde Alvesta in der Provinz Kronobergs län in Småland in Schweden.
Das Gräberfeld besteht aus etwa 20 Relikten. Diese bestehen/bestanden aus 14 runden und einer quadratischen Steinsetzung, einer Schiffssetzung und vier Rösen, darunter die Röse Kongshögen mit einem Durchmesser von etwa 26,0 m, aus 0,2 bis 0,35 m großen Steinen. In ihrer Mitte befindet sich ein Krater mit einem Durchmesser von 6,5 m und 1,5 m Tiefe, von dem im Südwesten eine etwa 3,0 m breite Eintiefung nach außen geht. Von den drei anderen 0,5 bzw. 0,6 m hohen Rösen sind zwei schwerer beschädigt. Sie haben Durchmesser von etwa 15,0 und 19,0 m. Die vierte Röse hat etwa 8,0 m Durchmesser. 
Eine der runden Steinsetzungen hat etwa 15,0 m Durchmesser und ist möglicherweise der Rest einer Röseneinfassung. Die anderen Steinsetzungen sind 0,2 bis 0,4 m hoch und haben Durchmesser zwischen 4,0 und 11,0 m (normal bis 7,0 m). Etwa 10 Steinsetzungen im Westabschnitt wurden 1966 untersucht und beim Straßenbau entfernt. Die quadratische Steinsetzung misst etwa 10,0 × 10,0 m und ist 0,3 m hoch. In ihrer Oberfläche sind zahlreiche 0,2 bis 0,4 m große Steine, einer Steinfüllung sichtbar.
Die Nordwest-Südost orientierte Schiffssetzung, namens Kongsgraven, aus 0,3 bis 0,4 m breiten Steinen misst 8,5 × 5,0 m und liegt nahe der Straße. Im Nordwesten steht ein 1,6 m hoher, 0,5 bis 1,0 m breiter und 0,35 m dicker Heckstein. Im Südosten befindet sich ein 1,8 × 0,6 m messender 0,4 m hoher Stein. In der Oberfläche, die mit der des umgebenden Geländes übereinstimmt, sind einzelne Steine von 0,2 bis 0,3 m sichtbar. 
In der Nähe liegt die etwa 3,0 m hohe Röse Tumlinge rör (Lekaryd 65:1).

## Die Sagenplätze
Kongshögen ist einer von rund 40 beschilderten Sagenplätzen im Sagobygden (dt. Märchenland) das sich über die Kommunen Alvesta, Älmhult und Ljungby erstreckt. Wie am Kongshögen gibt es an jedem der Orte einen Schaukasten mit dem vollständigen Wortlaut der jeweiligen Legende.

## Die Sage von Blända

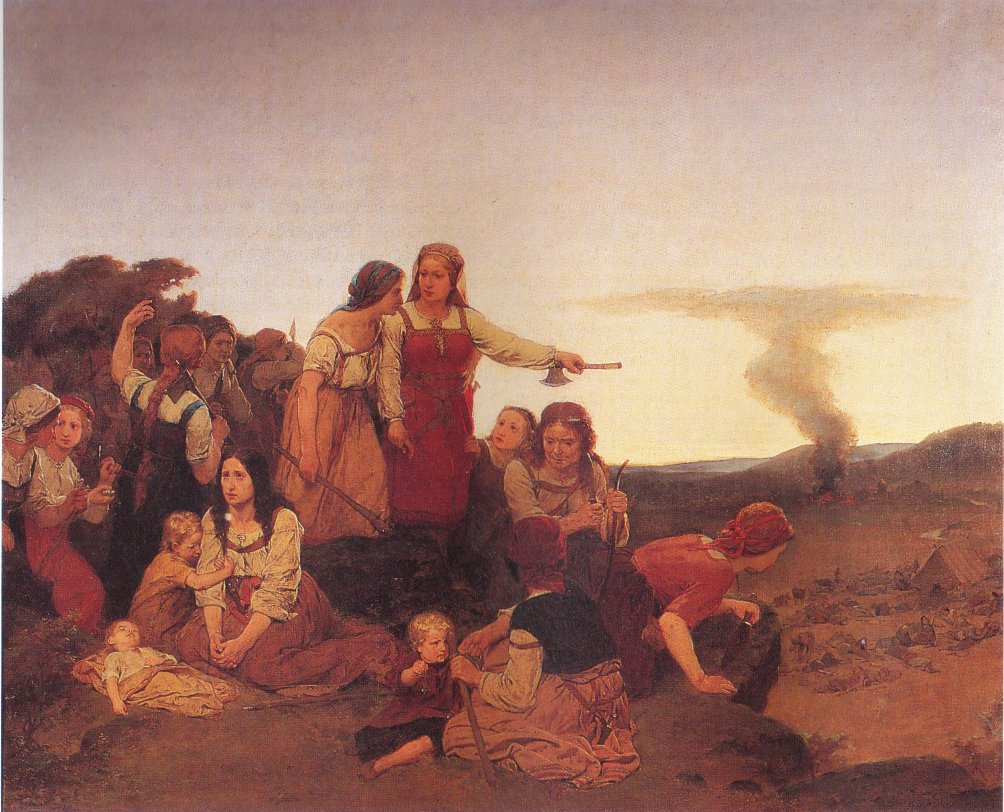
Blenda fordert die Frauen auf, die Verwüstungen der Dänen zu rächen.
gemalt von August Malmström, 1860
Småland-Museum in Växjö

Der Kongshögen verdankt seinen Bekanntheitsgrad der Bländasaga (schwedisch Blendasägnen), der bekanntesten Volkssage Smålands, aufgezeichnet von Petter Rudebeck (1660–1710), der als Experte für die regionale Geschichte galt. Der Tatsache ist es zu verdanken, dass die Legende lange als historisch angesehen wurde und es Versuche gab, ihren Wahrheitsgehalt zu beweisen.
Als Småland noch aus Kleinkönigreichen bestand, lag in dieser Region das Königreich Värend. Eines Tages zog König Alle von Värend mit seinen Männern nach Västergötland, um dem dortigen Herrscher gegen einen Angriff der Norweger beizustehen. Der Herrscher des benachbarten dänischen Königreiches – damals reichte Dänemark noch an Småland heran – nutzte die Situation und überfiel das unbewaffnete Värend.
Die Dänen machten die Rechnung jedoch ohne Blända, eine hochstehende Frau aus Konga in der Kommune Tingsryd. Um dem Plündern, Vergewaltigen und Morden ein Ende zu setzen, schmiedete sie einen perfiden Plan und versammelte die Frauen Värends in großer Zahl um sich. Sie überbrachten dem dänischen König eine Botschaft, dass sie sich mit den Eroberern verheiraten möchten, da sich ihre eigenen Männer auf dem Kriegszug befanden und es ungewiss sei, ob sie zurückkehrten.
Die Dänen gingen darauf ein und trafen am Treffpunkt auf der Bråvalla Hed, (Heide) an der Westseite des Dansjön ein. Vor Ort fanden sie festlich gedeckte Tische, üppige Mahlzeiten und reichlich alkoholische Getränke vor, nur die Frauen waren noch nicht da. Nach einer Weile konnten sie den Verlockungen nicht widerstehen und begannen zu essen und zu trinken, bis sie nach Einbruch der Dunkelheit betrunken einschliefen.
Das war der Augenblick, auf den Blända gewartet hatte. Sie hatte aus den Wäldern am Rand der Heide die Szenerie beobachtet und kam nun mit ihren, mit Äxten und Knüppeln bewaffneten Frauen hervor, die die schlafenden Dänen erschlugen. Den dänischen König und seine Söhne begruben sie in dem großen Hügelgrab, das den Namen Kongshögen trägt. Der angrenzende See Dansjön (Dänensee) trägt seinen Namen auch aufgrund der Legende, ebenso wie einige Dörfer in der Umgebung. Ganz zu schweigen von einer Bucht im nördlichen Åsnen, die bis heute Blodviken (Blutbucht) heißt, weil sich Bländas Truppe dort nach dem Sieg das Blut ihrer Feinde vom Leib gewaschen haben soll.